# Ручйовка
Ручйо́вка (рос. Ручьёвка) — селище у складі Первомайського району Оренбурзької області, Росія.

## Населення
Населення — 120 осіб (2010; 197 у 2002).
Національний склад (станом на 2002 рік):
- казахи — 60 %
- росіяни — 26 %